# Kidieksza
Kidieksza (ros. Кидекша) – wieś w Rosji, w obwodzie włodzimierskim, nad rzeką Nerl, oddalona o 4 km od Suzdalu, wchodzi w skład Złotego Pierścienia Rosji.
We wsi zachował się zespół architektoniczny, złożony z budynków pochodzących z wieków od XII do XVIII, włączając w to jeden z najstarszych zabytków architektury włodzimiersko-suzdalskiej, cerkiew Świętych Borysa i Gleba z 1152 roku (przebudowana w XVIII wieku z freskami z XII wieku, sześcienna, jednonawowa świątynia z trzema apsydami, której monumentalne oblicze przypominające twierdzę zbliża ją do zabytków obronnych Nowogrodu Wielkiego i Pskowa).
W Kidiekszy znajdują się również inne zabytki charakterystyczne dla architektury suzdalskiej: Święta Brama (koniec XVII i początek XVIII wieku), cerkiew św. Stefana (1780) i dzwonnica z XVIII wieku.
Cerkiew Borysa i Gleba została w 1992 roku wpisana na Listę światowego dziedzictwa UNESCO razem z zabytkami Włodzimierza i Suzdalu.